# 新川 (東京都中央區)
新川（日语：／ Shinkawa */?）是日本東京都中央區的町名。現行行政地名為新川一丁目與新川二丁目。舊稱、靈岸島（れいがんじま，也寫作靈嚴島）。郵遞區號104-0033。

## 地理

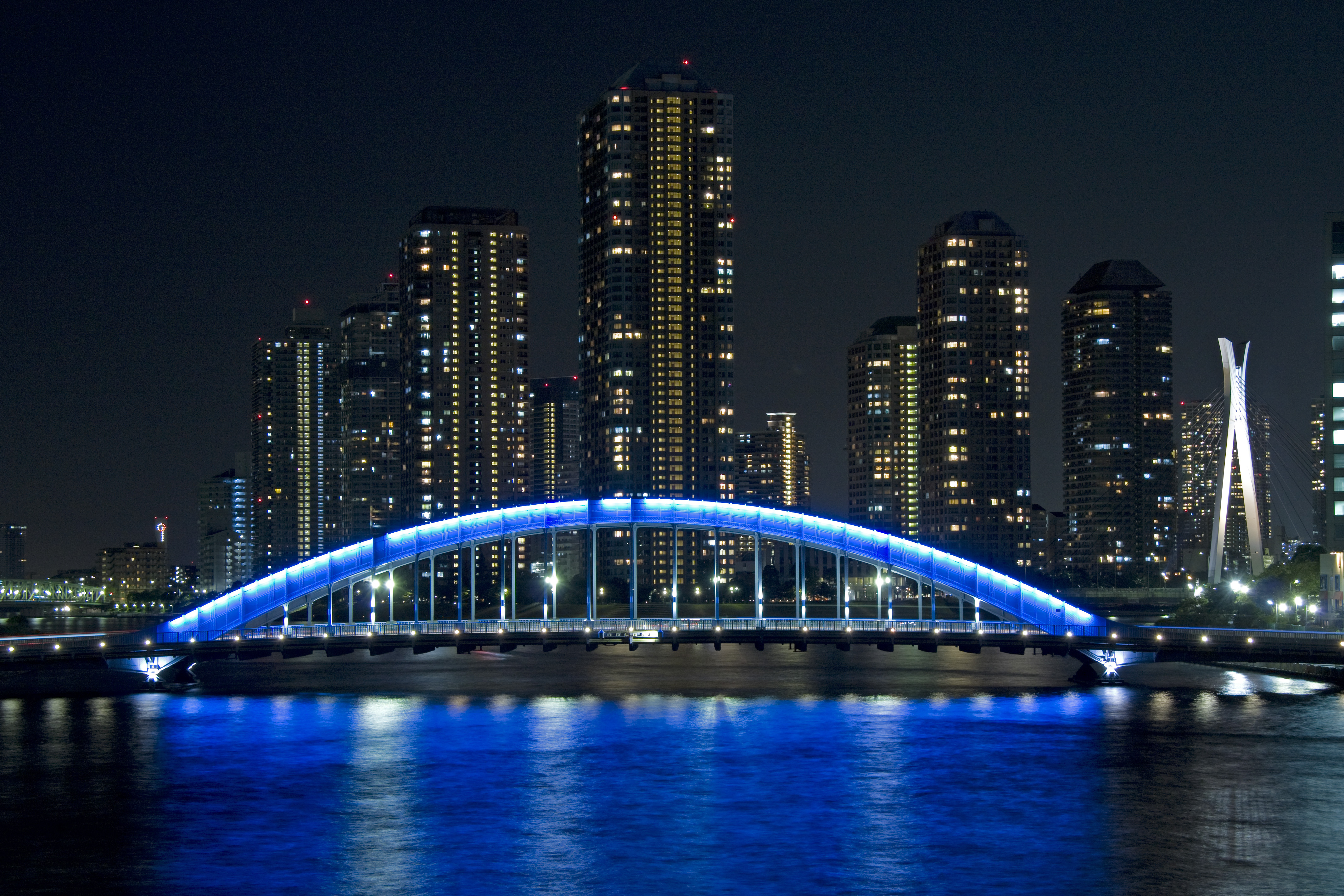
本地地標永代橋（2008年11月）

由東邊的隅田川、北邊的日本橋川、西邊與南邊的龜島川所圍成的島嶼，因此橋梁眾多。本町北方為日本橋小網町，東北為日本橋箱崎町，東為江東區佐賀、越中島，南為佃，西南為湊、八丁堀，西北為日本橋茅場町。明正通以北是新川一丁目，以南是新川二丁目。區內以辦公大樓與公寓為主。

### 河川、橋梁
- 隅田川
  - 永代橋
  - 中央大橋
- 日本橋川
  - 湊橋
  - 豐海橋
- 龜島川
  - 靈岸橋
  - 新龜島橋
  - 龜島橋
  - 高橋　
  - 南高橋

## 歷史
寛文元年（1661年），靈嚴寺在此地建立，因此稱為靈岸島。靈嚴寺在明曆大火後移往深川。屬舊京橋區。昭和46年（1971年）實施住居表示制度，靈岸島、越前堀2町與舊新川合併成為現在的新川。

### 地名的由來
現在的地名是源自於現新川一丁目内、萬治3年（1660年）豪商河村瑞賢所開鑿的新川。「武江年表」記述河村瑞賢在這一年架設兩國橋，但沒提到開鑿新江。不過可以確定的是河村瑞賢的屋敷在貞享年間的確在現在的新川附近。江戶時代新川周邊聚集許多酒批發商而繁榮。新川上有一之橋、新川橋（二之橋）、三之橋、東新川橋等，1948年（昭和23年）起開始填埋，昭和24年完全消失。

## 交通
道路
- 永代通
- 鍛冶橋通
- 八重洲通

路線巴士
此地有來往東京站八重洲口的高密度巴士，若是要往東京站地區，會比使用京葉線八丁堀站更為便利。
- 都營巴士 東15、東16系統
- 日立自動車交通 江戶巴士

## 設施
學校
- 中央區立明正小學校

公園
- 新川公園
- 越前掘兒童公園

所轄之警察署、消防署
- 中央警察署（所在地：日本橋兜町）
- 京橋消防署（所在地：京橋）

企業
- 麒麟控股 本店
  - 麒麟啤酒 本店
- 新日鐵住金解決方案 本社
- TOSO（トーソー） 本社

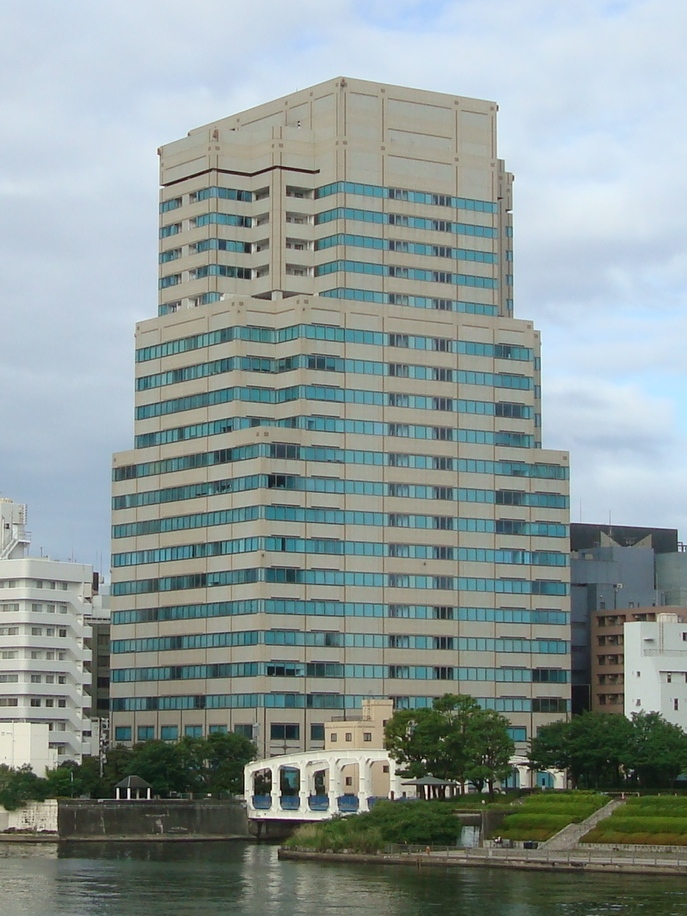
過去為山一證券本社大樓的た茅場町塔（新川1丁目）

- 日清奧利友集團（日清オイリオグループ） 本社
- 三井住友海上火災保險 本社
- 住友化學 本社
- 松井建設 本社
- 日本NCR 本社
- Central Sports（セントラルスポーツ） 本社
- Residence Building Management（レジデンス、ビルディングマネジメント） 本社

## 備註
1. ↑  町丁目別世帯数男女別人口　中央区ホームページ  平成25年8月1日現在 的存檔，存档日期2013-03-12.

## 外部連結
- 新川地區 町名的由來 - 中央區官方網站